# Carte carburant
Une carte carburant ou carte essence est un moyen de paiement édité par les réseaux de stations-service, qui assure un moyen de gestion de flotte pour le compte des entreprises. Elle permet pour les entreprises d'avoir le suivi automatique de la consommation d'essence de leur flotte de véhicules. Elle peut également avoir des critères d'utilisations restrictives en termes de zone géographique, de montants, de types de carburants ou de jours pour éviter les abus. Les cartes carburants peuvent être associées à un utilisateur particulier ou à un véhicule particulier. La carte carburant est également un outil de gestion important pour les entreprises de location de véhicules.
Si la carte carburant peut être perçue comme une carte de réduction ou de fidélisation, elle a cependant un coût : soit par abonnement, soit indexé sur la consommation de carburant.
D'abord mises en place par les compagnies pétrolières, comme notamment Total en France, ces cartes sont également éditées depuis plusieurs années par la grande distribution, comme Intermarché qui propose une carte acceptée dans plus de 1 400 stations en France, après que celle-ci a créé et fortement développé ses réseaux de stations essences. Une tendance de ce marché est la création de cartes carburant communes à plusieurs réseaux de stations services comme la carte d'Esso, d'Avia et de Shell et la carte commune à Avia et BP ou encore la carte Ticket Fleet Pro, commercialisée par Edenred, l'inventeur du Ticket Restaurant. Cette carte est acceptée dans plus de 2 300 stations en France dont des stations de la grande distribution.